# Éthyle
En chimie organique, un groupe éthyle est un substituant alkyle dérivé de l'éthane (C2H6). Il a pour formule semi-développée –CH2CH3 et est souvent abrégé « Et ».  Le terme « éthyle » est utilisé dans la Nomenclature des composés organiques de l'IUPAC pour désigner une fraction saturée à deux atomes de carbone dans une molécule, tandis que le préfixe « éth- » est utilisé pour indiquer la présence de deux atomes de carbone dans la molécule. 

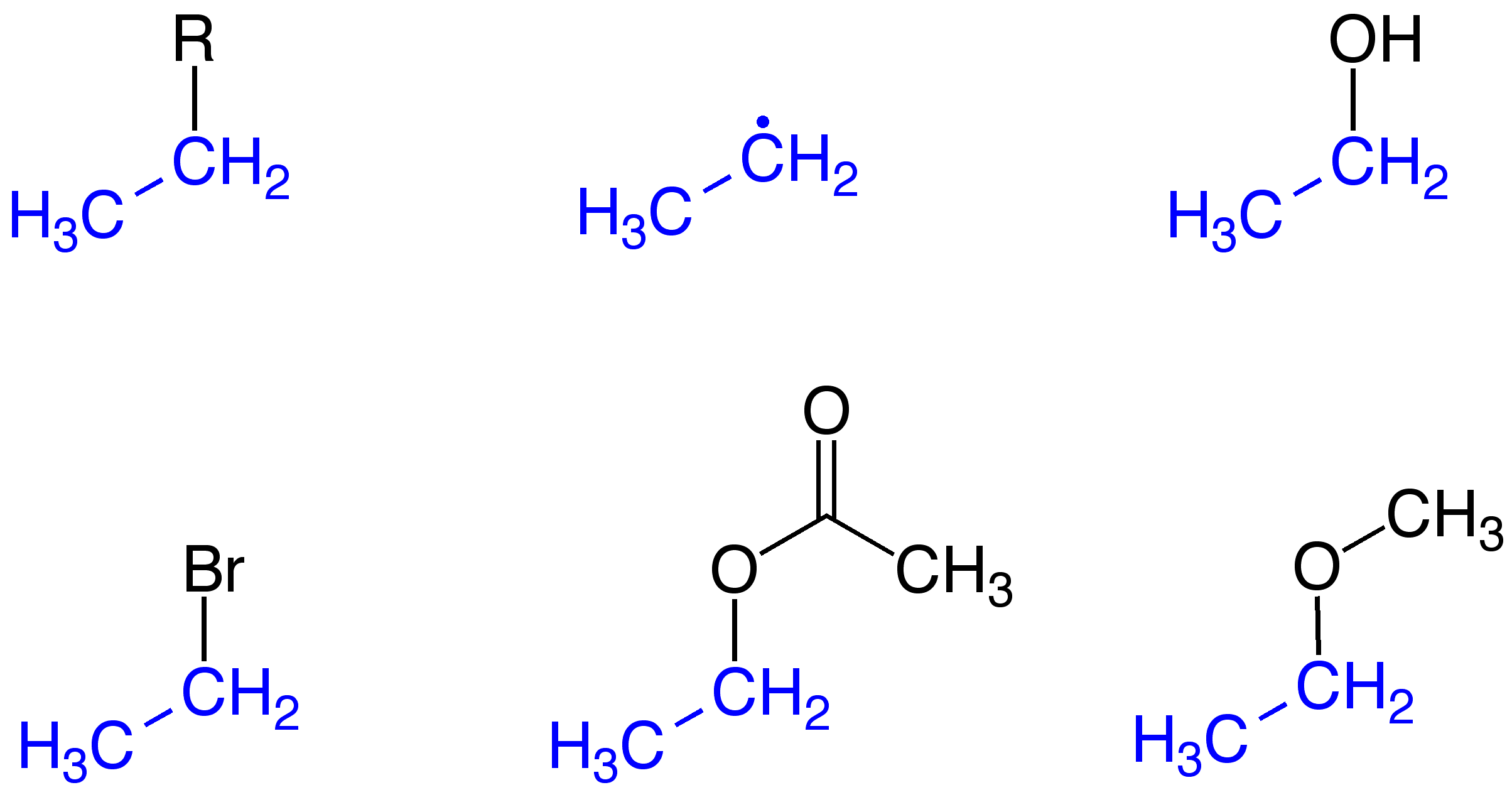
Groupe éthyle (mis en évidence en bleu) comme partie d'une molécule, comme radical éthyle, et dans les composés éthanol, bromoéthane, acétate d'éthyle et méthoxyéthane.